# César Rodríguez
César Rodríguez Álvarez (29. června 1920, León – 1. března 1995, Barcelona), známý též jen jako César, byl španělský fotbalista a trenér. Většinu kariéry hrál jako útočník za FC Barcelona. Byl členem reprezentace Španělska na MS 1950.

## Hráčská kariéra
César Rodríguez hrál jako útočník, většinou za FC Barcelona. Dlouho byl nejlepším střelcem klubu, než ho překonal Lionel Messi. S Barcelonou vyhrál 5× španělskou ligu a 2× Latinský pohár a roku 1949 byl králem střelců ligy. Dále hrál za Granadu, España Industrial, Cultural Leonesa, Perpignan a Elche. V reprezentaci Španělska nastoupil ve 12 utkáních a dal 6 gólů. Byl na MS 1950, ale do zápasu tam nenastoupil.

## Trenérská kariéra
Trénoval Elche CF, Real Zaragoza, FC Barcelona, RCD Mallorca, Celtu Vigo, Betis Sevilla, Hércules Alicante a UE Sant Andreu.

## Úspěchy

### Klub
Barcelona
- La Liga (5): 1944–45, 1947–48, 1948–49, 1951–52, 1952–53
- Copa del Generalísimo (3): 1951, 1952, 1953
- Latinský pohár (2): 1949, 1952

### Individuální
- Král střelců španělské ligy: 1948–49